# Richard Butler (Diplomat)
Richard William Butler AC (* 13. Mai 1942 in Coolah, Australien) ist ein australischer Diplomat sowie ehemaliger Gouverneur von Tasmanien.

## Leben
Butler wuchs in Sydney auf und studierte an der University of Sydney und der Australian National University in Canberra. 1963 heiratete er Susan Ryan, die später Senatorin des Australian Capital Territory werden sollte; 1972 wurde die Ehe geschieden. 2003 heiratete er Jennifer Grey.
Ab 1965 hatte Butler verschiedene Posten innerhalb des australischen Außenministeriums inne. 1983 wurde er vom neuen Premierminister Bob Hawke als Vertreter Australiens ins Amt für Abrüstungsfragen der UNO (dem Vorgänger des Büros der Vereinten Nationen für Abrüstungsfragen) nach Genf geschickt. Danach wurde er australischer Botschafter in Thailand und Kambodscha sowie von 1992 bis 1997 Botschafter bei der UNO. 1997 wurde er von Kofi Annan zum Chef der United Nations Special Commission ernannt, die die Zerstörung der Massenvernichtungswaffen im Irak nach dem Zweiten Golfkrieg überwachen sollte.
Im August 2003 wurde er zum nächsten Gouverneur von Tasmanien ernannt. Gleichzeitig wurde ihm der Companion of the Order of Australia, die höchste zivile Auszeichnung Australiens, zuerkannt. Die Zeitung The Age aus Melbourne äußerte sich kritisch über seine Ernennung zum Gouverneur, da Butler Tasmanien kaum kennen würde und seine republikanischen Ansichten nicht zum Amt des Vertreters der britischen Krone passen würden. Auch nach seinem Amtsantritt riss die Kritik an ihm nicht ab. Anfang August 2004 distanzierte sich der Führer der Opposition im Parlament von Tasmanien, Rene Hidding, von ihm und auch Abgeordnete des australischen Parlaments kritisierten ihn. Zusätzlich kündigten drei langjährige Mitarbeiter des Government House aufgrund von Schwierigkeiten in der Zusammenarbeit mit Butler und seiner Frau. Wenig später erklärte Butler am 9. August seinen Rücktritt und begründete dies mit einem „bösartigen Feldzug“, der gegen ihn im Gange sei.
Butler ist heute Gastprofessor an der New York University und der Penn State University.